# Rdzawolotek ciemnolicy
Rdzawolotek ciemnolicy (Chrysomma altirostre) – gatunek małego ptaka z rodziny ogoniatek (Paradoxornithidae). Występuje plamowo w południowej Azji. Narażony na wyginięcie.

## Taksonomia
Po raz pierwszy gatunek opisał Thomas Caverhill Jerdon w 1862 na łamach „The Ibis”. Holotyp pochodził z wyspy na rzece Irawadi koło Thayet. Nowemu gatunkowi nadał nazwę Chrysomma altirostre. Nazwa jest obecnie (2021) podtrzymywana przez Międzynarodowy Komitet Ornitologiczny (IOC). Dawniej niektórzy autorzy umieszczali gatunek w rodzaju Moupinia. Wyróżnia się 3 podgatunki.

## Podgatunki i zasięg występowania
IOC wyróżnia następujące podgatunki:
- C. a. altirostre Jerdon, 1862 – dawniej północna i południowa Mjanma; współcześnie znany z Udo (okolice Rangunu)[5]; uznany za wymarłego i odkryty ponownie w 2014[7]
- C. a. scindicum (Harington, 1915) – dolina Indusu w Pakistanie[5]
- C. a. griseigulare (Hume, 1877) – południowy Nepal (znany tylko z dwóch oddalonych siedlisk[8]), północno-centralne i południowo-wschodnie Indie[5]

## Morfologia
Długość ciała wynosi około 16–17 cm. Wierzch ciała jasny, czerwonobrązowy; kolor najgłębszy na skrzydłach i ogonie. Czoło i brew siwe. Spód ciała białawy, w niższej części piersi, na brzuchu i po bokach widoczny płowobrązowy nalot. Wewnętrzne chorągiewki lotek I rzędu i sterówek są nieco popielate. Spód skrzydła czerwonobrązowy. Dziób różowawy, podobnie jak nogi. Tęczówka ciemnobrązowa.

## Ekologia i zachowanie
Środowiskiem życia rdzawolotków ciemnolicych są obszary porośnięte wysokimi trawami i trzcinami (2–4 m, m.in. Imperata, Saccharum, Phragmites i Typha), regularnie zalewane lub leżące w pobliżu rzek lub zbiorników wodnych. Unikają suchszych obszarów z krótkimi trawami i krzewami. Zwykle przebywają w parach lub małych grupach. Żywią się bezkręgowcami (prostoskrzydłe, chrząszcze, mrówkowate) i małymi nasionami. Lęgi stwierdzano we wrześniu w Pakistanie oraz w kwietniu i czerwcu w Indiach.

## Status
IUCN uznaje gatunek za narażony na wyginięcie (VU, Vulnerable) nieprzerwanie od 1994. Liczebność populacji szacuje się na 2500–9999 dorosłych osobników. Trend liczebności populacji uznawany jest za stabilny. Zagrożeniem dla tych ptaków jest przekształcanie środowiska ich życia przez osuszanie, przekształcanie w tereny rolnicze i wypas bydła. Podgatunek nominatywny został ponownie odkryty po 73 latach; ostatni raz został odnotowany 9 czerwca 1941 (pozyskano pojedynczy okaz), później – 30 maja 2014.